# 編入学
編入学（へんにゅうがく）とは、その学校に在籍していなかった人が第1学年の中途又は第2学年以上の学年に、(1)外国にある学校などから入学すること、又は、(2)過去に同種の学校等に在学していた者などが入学することである。

## 概要
第1学年の始期に入学することは、一般には新入学ともいい、編入学は、通常の入学である新入学以外の入学形態の一種である。また、学校において編入（へんにゅう）とは、入学の際に行うかどうかを問わず、学生等を年齢や心身の発達状況などに応じた相当の学年に組み入れることをいう。編入学では、入学と編入を同時に行う。
編入学するに当たっては、編入学試験を課される場合が多い。また、高等学校以上の学校種に編入学する場合は、取得単位の認定が必要である。
高等専門学校や短期大学から大学の学部（以下「大学」）への編入学者も多い。この他、前在籍校が最終学年修了前に廃校となり他の高校へ編入学するケースもある。
似た言葉に「転入学」があるが、編入学とは異なるので注意を要する（詳しくは後の「編入学と類似する概念」の項を参照されたい）。

## 大学の編入学試験
大学の編入学試験は学校教育法に基づき以下の者を対象とし、主に3年次に入学する者を選抜する試験である。
- 下記の学校の卒業者及び卒業見込み者
  - 短期大学（第108条第2項）
  - 高等専門学校（高専）（第122条）
  - 専修学校専門課程（専門学校）[2]（第132条）
- 下記の学校の専攻科[2]の修了者及び修了見込み者
  - 高等学校（第58条の2。以下各条に準用）
  - 中等教育学校（第70条）
  - 特別支援学校（第82条）
- 大学[3]の2年次修了者及び修了見込み者

なお、大学の2年次修了者等は、後述するところの転入学となることもあるが、編入学・転入学試験等として一括して行うことも多い。編入学年次を2年次とするところもある。文系学部や医学部等においては受験資格を大卒・大卒見込みとする場合もありこれは学士編入と呼ばれる。
編入学試験の試験科目は、語学・専門科目・面接という場合が多いが、理系学部では、さらに理数系科目が追加される場合がある。試験は各大学・学部の独自作成問題による。また、国立大学の理系の特定学部では、主に短期大学、高等専門学校の同一専攻の卒業見込み者を対象に推薦編入学制度を持つ場合も多い。私立大学の場合、系列や提携の短期大学・短期大学部に対して推薦編入学枠を用意している場合もある。
選考実施の時期は　夏季-9月にかけて行われる場合や年度末の2-3月にかけて行われる場合が多い。編入学定員を設けて行う場合の多くは前者であり、後者の場合は欠員補充の意味合いが強い。しかし、12月に実施されるケースもあり、選考時期として特に統一された時期は無く、各大学・学部の自主性に委ねられている。

## 編入学と類似する概念
編入学と類似する概念としては、ある学校に在籍している人がそのまま別の学校に学籍が移動する転学（てんがく）や、学校内で学籍が移動する転籍（てんせき）、同一学校内で学部・学科が移動する転部（てんぶ）・転科（てんか）などがある。（なお、転学による入学は、転入学（てんにゅうがく）とも呼ばれている。）
一般的に日本では、校種が同一の学校間を移るときには転学の手続きが必要であり、校種が異なる学校間を移るときには退学および編入学の2つの手続きが必要である。なお、例えば、外国の現地学校に通っていた人が帰国して日本の学校に通うときなどは、退学および編入学の手続きが必要である。
「転入学」は編入学と似た言葉のため一般の人には混同されている場合も多いが、教育行政用語としては全く別な意味の言葉である。転入学とは、国内の同種の学校間を1日も間を空けずに異動することである。国内の同種の学校であっても1日でも間が空く場合は、前の学校を退学し、新しい学校に編入学したことになる（転入学ではない）。転入学の場合は学校間での転出・転入の手続きになるが、編入学の場合は当事者が個人で手続きを行うのが一般的である。

## 既卒者の編入学
一部の学校種では、同等学校や同等課程の既卒者が再び入学できない場合があるが、大学の場合は既卒者でも再び入学できる。ちなみに、大学を卒業した人が入学・編入することを学士編入学（がくしへんにゅうがく）または学士入学（がくしにゅうがく）という。

## 編入学予備校
編入学が盛んになっている現在、関東には中央ゼミナール・青山IGC学院、河合塾KALS、関西にはECC編入学院などの編入受験予備校も存在する。